# Unplugged (álbum de Alicia Keys)
Unplugged es el primer álbum en directo de la cantante, pianista y compositora estadounidense, Alicia Keys. Se grabó el 4 de julio de 2005 en el Brooklyn Academy Of Music en Nueva York, Estados Unidos como parte del programa MTV Unplugged. Estuvo nominado a cinco premios Grammy el año siguiente, 2006 con sus dos sencillos, «Unbreakable» y «Every Little Bit Hurts» (2005).
El álbum debutó en el Billboard 200 en el número uno, con unas ventas en su primera semana de 196 000 copias en EE. UU.. En general el álbum de Alicia Keys recibió críticas positivas, sobre todo por sus versiones y en especial por su colaboración junto a Adam Levine, de Maroon 5, en la canción «Wild horses», de The Rolling Stones. La crítica negativa se centra sobre todo en que no es un disco unplugged al uso, sino más bien un disco en directo pese a haberse grabado con el sello de MTV Unplugged. Aunque también hay comentarios de una cierta pose hacia el público del concierto que no queda natural en ella.

## Recepción

### Crítica especializada
En general el álbum de Alicia Keys recibió críticas positivas, sobre todo por sus versiones y en especial por su colaboración junto a Adam Levine, de Maroon 5, en la canción «Wild horses», de The Rolling Stones. La crítica negativa se centra sobre todo en que no es un disco unplugged al uso, sino más bien un disco en directo pese a haberse grabado con el sello de MTV Unplugged, o que las canciones suenan igual que en el disco de estudio o flojas; y aunque hay alguna crítica positiva hacia las versiones, algunas de ellas se refieren justamente a la poca calidad de las mismas. También hay comentarios de una cierta pose hacia el público del concierto que no queda natural en ella.
En Allmusic le dieron una puntuación de tres sobre cinco estrellas, y el crítico Stephen Thomas Erlewine dijo de él que era «grande» y para nada modesto, en comparación con otros artistas acompañados solo de una guitarra, aunque dice que realmente no es un unplugged y que «como disco en directo funciona,» además de demostrar «por qué Alicia Keys lleva tan bien el post hip hop soul: pone el ritmo y el sentimiento por encima de la canción». Termina diciendo que conjunto, el sonido tanto de la banda y de ella misma suena bien, pero que su voz no es de la que cuentan historias, sino la razón de por qué es una estrella de la canción, haciendo de este un disco que aunque no «va mal para escucharlo [...] no lo hace particularmente competente». La crítica de BBC News es positiva, titulando el artículo: «Si pensabas que Alicia no podía volverse más fabulosa, te lo han contado mal». En esta crítica, Matilda Egere-Cooper dice de Keys que fue capaz de hacer un trabajo en directo sin la «producción de un álbum de estudio» y que fue una oportunidad de hacer «nuevos arreglos para sus grandes éxitos como "You don't know my name", "If I ain't got you", y el ilustrativo "Fallin'".» En Jam!, Darryl Sterdan le dio un 3'5 de cinco estrellas, diciendo de él que no era un disco unplugged al uso, sino más bien un disco de «72 minutos en directo», y que no se incluían en él la «introspectiva, las versiones "desnudas" que se puede esperar de un disco unplugged». Aun así comenta que Keys cambia las canciones, editando los arreglos a «ritmos más profundos» y centrándose más en la «improvisación vocal.» Termina diciendo que no era un disco para los que querían escuchar versiones perfectas de las canciones, sino más bien giros e improvisaciones, destacando el «dúo de los Stones "Wild Horses" con el cantante de Maroon 5 Adam Levine». David Browne de Entertainment Weekly dio al nuevo trabajo de Keys un B+ (8/10), diciendo de él que aunque el disco tenía mucha instrumentación, «el soul vintage raramente queda tan bien como en "A woman's worth", "Diary", y "If I ain't got you"». Y termina diciendo que, aunque oportunista el cameo de Damian Marley en «un cover de su éxito "Welcome to Jamrock"» va bien, añadiendo que «Unplugged deja de una vez las ganas de hacer carrera de Keys en el vestuario, donde pertenece.»
| Crítica especializada | Crítica especializada |
| --------------------- | --------------------- |
| Publicación           | Puntuación            |
| Allmusic              | 3/5 estrellas         |
| BBC News              | Favorable             |
| CANOE Jam!            | 3.5/5 estrellas       |
| Entertainment Weekly  | (B+) (8)              |
| Okayplayer            | 3/5 estrellas         |
| PopMatters            | Negativa              |
| Rolling Stone         | 3/5 estrellas         |
| Slant Magazine        | 3/5 estrellas         |
| The Independent       | 3/5 estrellas         |

El crítico de okayplayer, Adrian Ruhi, dio al álbum tres estrellas, diciendo de él que «captura el sonido y sentimiento de sus conciertos». En cuanto a las canciones habló del «sonido de "Karma"», y dijo que sonaba más rico con «sus trompas y cuerdas acompañando a Alicia con su voz y piano; de «If i ain't got you» y «Diary» dijo que «están arregladas casi exactamente como lo están en The diary of Alicia Keys», en cambio de sus sencillos sufrieron «arreglos que fallaron en algunas canciones»; «"A woman's worth" «suena bien hasta el coro» cantado fuera de ritmo «a propósito [...] sonando raro»; «You don't know my name» falla también con respecto a su «versión de estudio», y «Fallin'» «su más grande éxito [...] suena excelente en su música, pero Alicia curiosamente omite el 50 por ciento de los versos». Unplugged continúan desde okayplayer, es un buen escaparate para el «material nuevo y no publicado de la Sra. Alicia»; «Street of New York», una canción descartada de The diary of Alicia Keys «lanzada oficialmente con un arreglo interesante junto a versos cantados y hablados, pero fallando en su parte rap»; en «Unbreakable», el primer sencillo de Unplugged, Alicia toca el piano Rhodes, «pero sufre de unas más que evidentes hokey y artificiales letras;» la canción nueva más interesante es «Love it or leave it alone» junto a Common y Mos Def rapeando encima de «una maravillosa trompa y teclado instrumental, aun así le falta algo de Alicia». Finalizó la crítica diciendo que «es un álbum entretenido de escuchar, pero lejos de un buen representante de los conciertos de Alicia, o sus mejores trabajos. Destacó que no era un disco obligatorio de compra, pero que «vale la pena escucharlo», solo por las canciones nuevas y la «brillante versión de "Wild horses" de The Rolling Stones».
Matt Cibula, de PopMatters, habló negativamente del álbum aunque tiene una puntuación de cinco, diciendo de él que «suena exactamente igual a la forma en la que piensas que lo hace [..] formulado y calculado». Comentó que todo en él sonaba bien, la banda, los arreglos... pero que justo ese era el fallo, que no había «nada maravillosamente mágico en él» y que como su carrera, este trabajo «está en la media». De las canciones dijo que «Unbreakable» es una canción pop «pero pobremente construida»; de «How you don't call me anymore» dijo que «está hecha exactamente igual a la forma en la que se escuchó anteriormente». Como nota positiva habla de la versión de «Wild horses» diciendo que funciona «porque Levine tiene alma y Keys le deja enseñarla», además de cambiar los coros de forma que suene menos country-rock y más R&B. También habla positivamente de la voz de Alicia y de cómo la «deja volar [...] en "A woman's worth" y "You don't know my name"»; y del talento para tocar el piano en «Streets of New York (city life)», además de alabar de forma positiva tanto «Love it or leave it alone» y «Welcome to Jamrock», esta última en especial por Jr. Gong. También critica la actitud que toma en el concierto como chica mala, diciendo que no es necesario poner una pose para enganchar al público, ya que ella ya lo ha hecho. Para terminar dice que «es bueno si te gusta, no tan bueno si no, y en la media para el resto del mundo.»
En Rolling Stone, Christian Hoard que dio tres de cinco estrellas al álbum, dijo de él que es más bien flojo y que sus duetos «no remedian los bajos momentos del álbum», de la canción «Love it or leave alone» dice que al llamar como invitado a «Common, Mos Def y Damian Marley para cerrar» la canción «es como querer animar una fiesta trayendo a Noam Chomsky», aunque como punto positivo alaba la canción «Unbreakable» y su «super pegadizo coro» que suena como si fuera más antiguo que el año en el que fue compuesto y «perfectamente redondo». En Slant Magazine, Sal Cinquemani que dio tres de cinco estrellas al álbum de Keys, habló de él positivamente, aunque empezó hablando de que «no hay mucha diferencia entre álbumes de estudio de Alicia Keys [..] y el MTV Unplugged». Dijo también que aunque algunas canciones no estaban a la altura a partir de «Unbreakable», la actuación de Keys mejora, «alcanzando nuevas alturas» con canciones como «Stolent moments» y «Fallin'», entre otras. Como parte negativa del álbum habló de las versiones de «If I was you woman» y «Every little bit hurts» y de como las trató como si fueran «audiciones vocales y no un lienzo de una un artista interpretando», talento que aunque adquirirá con el tiempo, dice el crítico, es el mayor defecto de Keys y el unplugged. En The Independent, Andy Gill habla de él como de un álbum de chicas por las respuesta que recibe cuando interactúa con el público, y por la canción «Diary». Gill no resalta nada fuera de lo común del álbum, pero sí «critica» que no es un unplugged.

## Lista de canciones
| N.º | Título                                                                                 | Escritor(es) | Duración |  |
| 1.  | «Intro Alicia’s Prayer» (Acappella)                                                    | Himno, tradicional | 1:11     |  |
| 2.  | «Karma»                                                                                | Alicia Keys, Kerry Brothers Jr., Taneisha Smith                                                                         | 2:10     |  |
| 3.  | «Heartburn»                                                                            | Alicia Keys, Tim Mosley, Walter Millsap III, Candice Nelson, Erika Rose                                                 | 3:03     |  |
| 4.  | «A woman's worth»                                                                      | Alicia Keys, Erika Rose, Ernest Isley, Christopher Jasper, Ronald Isley, Rudolph Isley, Marvin Isley, O'Kelly Isley     | 3:30     |  |
| 5.  | «Unbreakable»                                                                          | Alicia Keys, Kanye West, Harold Lilly, Garry Glenn                                                                      | 4:34     |  |
| 6.  | «How come you don't call me» (versión de Prince)                                       | Prince | 5:23     |  |
| 7.  | «If I was your woman» (versión de Gloria Jones)                                        | Gloria Jones, Clarence McMurray, Pam Sawyer                                                                             | 4:04     |  |
| 8.  | «If I ain't got you»                                                                   | Alicia Keys | 4:06     |  |
| 9.  | «Every little bit hurts»                                                               | Ed Cobb | 4:01     |  |
| 10. | «Streets of New York» (City life)                                                      | Alicia Keys, Taneisha Smith, Eric Barrier, Nasir Jones, Chris Martin, William Griffin                                   | 7:35     |  |
| 11. | «Wild horses» (dueto con Adam Levine, versión de The Rolling Stones)                   | Mick Jagger, Keith Richards                                                                                             | 6:04     |  |
| 12. | «Diary»                                                                                | Alicia Keys, Kerry Brothers Jr.                                                                                         | 5:53     |  |
| 13. | «You don't know my name»                                                               | Alicia Keys, Kanye West, Harold Lilly, J. R. Bailey, Mel Kent, Ken Williams                                             | 3:35     |  |
| 14. | «Stolen moments»                                                                       | Alicia Keys, Kerry Brothers Jr., L. Green, Wah Wah Watson                                                               | 5:14     |  |
| 15. | «Fallin'»                                                                              | Alicia Keys | 5:10     |  |
| 16. | «Love it or leave it alone/Welcome to Jamrock» (feat. Mos Def, Common y Damian Marley) | Lorenzo DeChalus, Derek Murphy, Charles Davis, Kirk Khaleel, Joseph Williams, Damian Marley, Stephen Marley, Ini Kamoze | 6:48     |  |

## Créditos
| - Alicia Keys - arreglos - Pablo Batista - percusión - Ray Chew - arreglos de cuerda - Sarah Devine - coros - Jeff Dietrie - trombón - Anaysha Figueroa - coros - Eileen Folson - violoncelo - Onree Gill - teclado, arreglos - Mariana Green Hill - violín - Paul Alexandre John - precusión - Gwen Laster - violín - Steve Mostyn - guitarra bajo - Jerimiah "Jermaine" Paul - coros - Joe Romano - fliscorno, trompeta - Denise Stoudmire - coros - David Watson - flauta, saxofón - Arthur White - guitarra | - Alicia Keys - productor ejecutivo - Alli Biggs y Kim Biggs - director artístico, diseño - Alex Coletti - director, productor - Chris Balogh - coordinación de producción - Peter Edge - productor ejecutivo - Onree Gill - dirección musical - John Mark Harris - ingeniero - Manny Marroquin - mezclador - Anna Mincielo - ingeniero asistente - Herb Powers - mezclador - Jared Robbins - ingeniero asistente - Jeff Robinson - productor ejecutivo - Louis Charles Robinson - ejecutivo a cargo de la música - Ken Schles - fotografía - Stewart Janet White - ingeniero asistente |

### Compositores
- Alicia Keys
- J.R. Bailey
- Eric Barrier
- Ed Cobb
- Lorenzo Dechalus
- Garry Glenn
- L.C. Green
- William Griffin
- Mick Jagger versión de «Wild horses»
- Nasir "Nas" Jones
- Ini Kamoze
- Melvin Kent
- Harold Lilly
- Damian "Junior Gong" Marley
- Stephen Marley
- Chris Martin
- Walter Millsap III
- Derek Murphy
- Candice Nelson
- Keith Richard
- Prince versión de «How come you don't call me anymore?»
- Erika Rose
- Pam Sawyer
- Taneisha Smith
- Wah Wah Watson
- Kanye West

## Clasificación
| Lista (2005)                   | Peak position |
| ------------------------------ | ------------- |
| Australian Albums Chart        | 33            |
| Austrian Albums Chart          | 22            |
| Belgian Albums Chart (Flandes) | 14            |
| Belgian Albums Chart (Valona)  | 12            |
| Canadian Albums Chart          | 8             |
| Dutch Albums Chart             | 2             |
| European Top 100 Albums        | 17            |
| Finnish Albums Chart           | 35            |
| French Albums Chart            | 20            |
| German Albums Chart            | 25            |
| Irish Albums Chart             | 49            |
| Italian Albums Chart           | 21            |
| Japanese Albums Chart          | 20            |
| New Zealand Albums Chart       | 28            |
| Polish Albums Chart            | 26            |
| Portuguese Albums Chart        | 16            |
| Swiss Albums Chart             | 7             |
| UK Albums Chart                | 52            |
| U.S. Billboard 200             | 1             |
| U.S. Top R&B/Hip-Hop Albums    | 1             |

| País         | Certificaciones |
| ------------ | --------------- |
| Canadá       | Oro             |
| Japón        | Oro             |
| Países Bajos | Oro             |
| EE. UU.      | Platino (album) |
| EE. UU.      | Oro(DVD)        |

| Lista (2005)                | Posición |
| --------------------------- | -------- |
| U.S. Billboard 200          | 163      |
| U.S. Top R&B/Hip-Hop Albums | 57       |